# 罗斯季斯拉夫·霍尔特尔
罗斯季斯拉夫·霍尔特尔（1937年7月29日—1997年4月28日）是一位芬兰埃及学家，毕业于乌普萨拉大学，从事努比亚和古埃及的考古研究。